# Sköldhållare
Sköldhållare är i heraldik de figurer, ofta djur, som flankerar en vapensköld och håller i den.
Sköldhållare ingår inte i samtliga vapensköldar; snarare är det brukligt att tilldelas rätten att föra sköldhållare som ett särskilt hederstecken. Därför förekommer sköldhållare främst för vapen av hög rang.
Sköldhållarna är normalt två till antalet, placerade en på vardera sida om skölden. Avvikelser förekommer dock. Exempelvis har Österrikes riksvapen en enda sköldhållare i form av en örn som bär vapenskölden på sitt bröst. Islands riksvapen har fyra sköldhållare som representerar landets fyra riksdelar.
I fransk heraldik delas sköldhållarna upp efter sitt slag, med supports (stödjare, stödjande) för verkliga eller påhittade djur och tenants (hållare, bärare) för människor och änglar. I spansk heraldik används samma uppdelning med soportes och tenantes, samt med sosténes (ungefär fysiska stöd) som en tredje kategori för andra sköldhållare än djur och människor.
I svensk heraldik förekommer sköldhållare endast i stora riksvapnet, vapnen för medlemmar av kungahuset, högadliga vapen samt i ett enskilt kommunvapen, nämligen Landskrona kommunvapen.

Österrikes riksvapen med örnen som enda sköldhållare, placerad bakom skölden.
Islands riksvapen med oxen, örnen, draken och bergsjätten.
Sveriges stora riksvapen med två lejon.
Landskrona kommunvapen med Prudentia och Justitia.
Spaniens riksvapen med Herakles stoder som sostonés.